# Roscoff
Roscoff é uma comuna francesa na região administrativa da Bretanha, no departamento Finisterra. Estende-se por uma área de 6,19 km². Em 2010 a comuna tinha 3 531 habitantes (densidade: 570,4 hab./km²).